# Jason Aldean
Jason Aldine Williams (Macon, Georgia, Estados Unidos; 28 de febrero de 1977) es un rapero de música country estadounidense, conocido profesionalmente como Jason Aldean. Desde 2005, ha grabado para Broken Bow Records, un sello discográfico independiente para el que ha lanzado cinco álbumes y dieciséis sencillos.
En 2023, lanzó su sencillo «Try That in a Small Town», tras el  estreno del vídeo, permitió que alcanzara el primer puesto del Billboard Hot 100 siendo este su primer número uno en Estados Unidos.

## Primeros años
Aldean nació en Macon, Georgia. Sus padres, Barry y Debbie, se divorciaron cuando él tenía tres años. Fue criado por su madre, mayormente en Macon, donde fue a la escuela secundaria en Windsor Academy. Durante el verano pasaba tiempo con su padre en Homestead, Florida.
Aldean eligió su nombre artístico como resultado de que su nombre "Jason Williams" suena demasiado genérico, junto con el hecho de que el nombre se asocia comúnmente con el baloncesto, ya que había tres jugadores con el mismo nombre en el momento en que su carrera musical comenzó. Él cambió la ortografía de su segundo nombre Aldine, por Aldean.

## Carrera musical
Después de la secundaria, con la ayuda de su padre, Aldean y su banda se presentaron en ciudades de Florida, Alabama y Georgia, y luego más arriba en la costa sureste. Con uno de los miembros de la banda, Justin Weaver, Aldean comenzó a escribir canciones. En 1998 presentó sus canciones originales en un escaparate montado por el club nocturno The Buckboard de Atlanta. Él se mudó a Nashville el 1 de noviembre de 1998, a los 21 años.

### Jason Aldean(2005-2006)
El primer sencillo de Aldean  "Hicktown", fue lanzado a principios de 2005. Sirvió como el primer sencillo de su álbum Jason Aldean, y alcanzó el N º 10 en las listas Billboard Hot Country Songs. El álbum también produjo su primer número uno "Why".

### Relentless(2007-2008)
Aldean pasó la mayor parte de enero de 2007 en el estudio con el productor Michael Knox para terminar su segundo álbum, implacable. Este álbum fue lanzado el 29 de mayo de 2007, en Walmart, que fue lanzado con una edición limitada CMT pick DVD que incluye las actuaciones de Aldean. El álbum se inició con el sencillo, "Johnny Cash", fue grabado originalmente por Tracy Byrd y alcanzó el puesto N.º 6. Su seguimiento, "Laughed Until We Cried", se ha convertido en su quinto consecutivo Top Ten. Relentless también ha sido certificado oro por la RIAA, y su canción fue lanzada como el tercer sencillo. La canción también ha sido la más baja de Aldean en los EE. UU. y Canadá, sin llegar a Top Ten en las listas de country.

### Wide Open(2009-2010)
Aldean lanzó un séptimo sencillo titulado "She's Country" a la radio el 1 de diciembre de 2008. Es el primer sencillo de su tercer álbum Wide Open, que fue lanzado el 7 de abril de 2009. El sencillo debutó en el puesto número 51 en el Hot Country Songs a finales de noviembre de 2008. Su séptimo consecutivo en el Top 40 de listas de country, es también su primer Top 40 en el Billboard Hot 100, y se convirtió en su segundo número-un hit, y el primero desde "Why" en mayo de 2006.

### My Kinda Party(2010-2012)
Aldean lanzó un nuevo sencillo en agosto de 2010, "My Kinda Party", que entró en el Hot Country Songs en el puesto número 41, que es el primer sencillo de su álbum del mismo nombre, lanzado el 2 de noviembre de 2010. También colaboró con Kelly Clarkson en el dúo íntimo "Don't You Wanna Stay". La presentación de Aldean y Clarkson el 10 de noviembre de 2010, en los Premios CMA recibió el reconocimiento positivo, y debutó en el puesto número 59 en Billboard Hot Country Songs de Airplay. En marzo de 2011,  "Don't You Wanna Stay" se convirtió en su quinto número uno.

### Night Train(2012-presente)
El primer sencillo de su quinto álbum fue "Take a Little Ride". Fue lanzado el 16 de julio de 2012. Más tarde, el título del álbum fue anunciado como Night Train. El álbum fue lanzado el 16 de octubre de 2012. Segundo sencillo del álbum, "The Only Way I Know", es una colaboración entre Aldean, Luke Bryan y Eric Church. Una de las otras canciones en el álbum, "1994", es un homenaje a Joe Diffie.

## Vida personal
Aldean se casó con Jessica Ann Ussery el 4 de agosto de 2001. Tuvieron dos hijas, Keeley (nacida en febrero de 2003) y Kendyl (nacida en agosto de 2007). En septiembre de 2012, Aldean admitió haber actuado inapropiadamente con la antigua concursante de American Idol, Brittany Kerr. En una de claración, Kerr se disculpó formalmente. Aldean le pidió el divorcio a Ussery en abril de 2013, citando diferencias irreconciliables.
Aldean y Kerr comenzaron a salir e hicieron su primera aparición pública en los 2014 CMT Awards. El 24 de septiembre de 2014, Aldean y Kerr anunciaron su compromiso. La pareja se casó el 21 de marzo de 2015. El 8 de mayo de 2017, Aldean y Kerr anunciaron que esperaban un bebé. Su hijo Memphis Aldean nació en diciembre de 2017. El 10 de julio de 2018, Aldean y Kerr anunciaron que esperaban un segundo hijo juntos. Su hija Navy Rome nació el 4 de febrero de 2019.
Aldean es propietario de una compañía de caza llamada Buck Commander, en colaboración con los jugadores de béisbol, Adam LaRoche, Ryan Langerhans, y Tombo Martin; Willie Robertson de Duck Dynasty; y el también cantante Luke Bryan.
Aldean es fan de los Georgia Bulldogs. Tocó su primer concierto en la Universidad de Georgia para más de 60.000 fanes en abril de 2013, incluyendo una aparición de Ludacris por su colaboración en "Dirt Road Anthem."
En 2015, Forbes estimó su salario anual en 43,5 millones de dólares.
Estuvo presente en la Masacre de Las Vegas del 2017, la cual inició mientras Aldean hacía el cierre del concierto.

## Discografía
- 2005: Jason Aldean
- 2007: Relentless
- 2009: Wide Open
- 2010: My Kinda Party
- 2012: Night Train
- 2014: Old Boots, New Dirt
- 2016: They Don't Know
- 2018: Rearview Town
- 2019: 9
- 2021: Macon
- 2022: Georgia